# Armigeres maiae
Armigeres maiae är en tvåvingeart som beskrevs av Edwards 1917. Armigeres maiae ingår i släktet Armigeres och familjen stickmyggor. Inga underarter finns listade i Catalogue of Life.